# Swann Arlaud
Swann Arlaud   (Fontenay-aux-Roses, 30 de novembre de 1981) és un actor francès. El 2018 va guanyar el César al millor actor per la pel·lícula Petit paysan, i el 2020 va guanyar el César al millor actor secundari per interpretar un supervivent d'abús sexual infantil a Gràcies a Déu. Ha aparegut en pel·lícules com L'últim vol (2009), Adèle i el misteri de la mòmia (2010), Tímids anònims (2010), Assassinats a... (2013), Una vida (2016), Cors valents (2021), La vida sense tu (2022) i Anatomie d'une chute (2023). Aquesta darrera pel·lícula guanyà la Palma d'Or de Canes el 2024.